# Dorstenia cuspidata
Dorstenia cuspidata là một loài thực vật có hoa trong họ Moraceae. Loài này được Hochst. mô tả khoa học đầu tiên năm 1844.